# Hypermagic
Hypermagic is het zevende studioalbum van het Nederlandse muziekduo Laser Dance. Het is uitgebracht in 1993. De componist van alle nummers is Michiel van der Kuy. Net als het vorige album Technological Mind gebruiken ze vlugge, dynamische dancenummers. Het tempo van de nummers ligt wat hoger dan dat van de vorige albums. Vanaf dit album geeft Laser Dance de albums alleen nog op cd uit, omdat er meer nummers worden geproduceerd dan dat er op een lp kunnen.

## Nummers
1. Enemy On Earth (Vocoder Mix)  5:17
2. Land Of Nowhere  4:51
3. Fire On Ice  5:22
4. Hypermagic  5:32
5. Through The Dark  5:18
6. Magnetic Clouds  5:55
7. Target On Position  6:01
8. Mysterious Demon  5:06
9. One From A Hostile Gang  5:16
10. Speedmaniac  5:17
11. Enemy On Earth (Space Mix)  5:22

## Gebruikte instrumenten
1. Roland JX-10
2. Roland Juno-60
3. Roland Juno-106
4. Roland MSQ-100
5. Roland TR-808
6. Yamaha FB-01
7. Yamaha REV 500
8. Akai MPC 60
9. Korg DVP-1 Digital Voice Processor
10. Korg M1
11. Korg Polysix
12. Korg Monotron Delay
13. LinnDrum LM2
14. Oberheim OB-Xa
15. E-mu Emax
16. Ensoniq ESQ-1